# Militärcamp Sawa
Das Militärcamp Sawa ist ein militärisches Ausbildungszentrum in der Region Gash-Barka in Eritrea, in dem durch die eritreischen Streitkräfte die militärische Grundausbildung der eritreischen Wehrpflichtigen durchgeführt wird. Seit 2003 findet für alle Schüler der Secondary School das 12. Schuljahr verpflichtend in Sawa statt. Pro Jahr werden 10.000 bis 25.000 Schüler rekrutiert.
An den Militärdienst schließt sich für den Großteil der Absolventen der zivile Nationaldienst („Community Service“) an, der z. B. in der Verwaltung, im Bildungswesen oder in nationalen Entwicklungsprojekten abgeleistet und oft als Zwangsdienst bezeichnet wird.
Die Dauer des Community Service kann bis zum 50. Lebensjahr verlängert werden.
Koordinaten: 15° 42′ 3″ N, 36° 58′ 17″ O